# Edmundo Moniz
Edmundo Moniz (Salvador, Bahia, 2 de novembro de 1911 - 23 de janeiro de 1997) foi um pensador marxista e jornalista brasileiro. 
Moniz tinha ligações com a IV Internacional e o grupo de Mário Pedrosa. Publica 15 livros, seus principais trabalhos são sobre a Guerra de Canudos, onde aplica aos acontecimentos a lei do desenvolvimento "desigual e combinado" elaborada por Leon Trotski. Foi diretor do extinto Serviço Nacional de Teatro (SNT), durante a presidência de Juscelino Kubitschek e João Goulart, onde trabalha com o crítico de teatro Sábato Magaldi, representante do órgão em São Paulo. Participa da redação da Vanguarda Socialista, junto com Patrícia Galvão, Geraldo Ferraz, o crítico de arte Mário Pedrosa e Hilcar Leite. Integrou a redação do Jornal Correio da Manhã, junto com Antonio Callado, Paulo Francis, Otto Maria Carpeaux, Hermano Alves, Carlos Heitor Cony e Márcio Moreira Alves, tendo  participado da redação dos polêmicos editoriais de 31 Março
e 1 de Abril de 1964  respectivamente: Basta! e Fora! contra o Governo João Goulart.

## Biografia
Filho do ex-governador da Bahia Antônio Muniz Sodré de Aragão. Formou-se em Direito e, transferiu-se para o Rio de Janeiro, onde, em 1929 começou a trabalhar nas publicações "A Esquerda" e "A Batalha". Fazia o trabalho de redação, reportagem e, inclusive, administração, sempre sob a direção de Leônidas Resende. Logo em seguida, foi colaborador do "Diário da Bahia" e, em 1940, ingressou no "Correio da Manhã", participando, ao mesmo tempo, das revistas "Carioca" e "Vamos Ler", ambas da empresa "A Noite". Foi um dos diretores da "Vanguarda Socialista", entre 1945 e 1946. Em 1964, foi redator-chefe do "Correio da Manhã", cargo que cumpre até 1966, juntamente com o professorado de Filosofia e de História, além da participação no Instituto Histórico e Geográfico Brasileiro. Em 1968 parte para o exílio através da Embaixada do México no Rio, passa pela Argélia e cumpre exílio em Paris. Regressa ao Brasil em 1976.

## Centro de Documentação da Funarte – Biblioteca Edmundo Moniz
O atual Centro de Documentação da Fundação Nacional de Artes (Funarte) tem o nome de Edmundo Moniz. Foi composto pelos acervos das bibliotecas de três fundações de caráter nacional extintas em 1990: a Fundação Nacional de Arte/Funarte, a Fundação Nacional de Artes Cênicas/Fundacen e a Fundação do Cinema Brasileiro/FCB. Reúne mais de 1 milhão de itens sobre Artes Plásticas e Gráficas, Música, Fotografia, Teatro, Dança, Ópera, Circo, Cinema e Vídeo. A Biblioteca fica no Rio de Janeiro, na rua São José, 50 / 2º andar - Centro, Rio de Janeiro.

## Obras
- As Mulheres Proibidas - o Incesto em Eça de Queiroz, José Olympio, 1993.
- A Originalidade das Revoluções, Espaço e Tempo, 1987.
- O Golpe de Abril. Civilização Brasileira, 1965.
- O Espírito das Épocas. Dialética da Ficção,  Elo, 1994 (1950).
- Canudos A Luta Pela Terra. Ed. Gaia / Global, 2001.
- A Guerra Social de Canudos. Rio de Janeiro: Civilização Brasileira, 1978. Rio de Janeiro: Elo, 1987.
- D.João e o Surrealismo. Mec, 1960.
- Teatro. Branca de Neve. A Vila de Prata. Egléia. Livraria São José, 1960.
- Francisco Alves de Oliveira (Livreiro e Autor). RJ: Academia Brasileira de Letras, 2009.
- A Lei de Seguranca Nacional e a Justica Militar. Editora: Codecri, 1984.
- Trotski, Leon. Da Noruega ao México: Memórias. Rio de Janeiro: Epasa, [s.d.]. 486 p. (Tradução de Edmundo Moniz).
- Bertolt Brecht Antologia Poética / o Processo de Lucullus. Elo,1982 (trecho em Bertolt Brecht – Uma Breve Biografia (1898-1956)) (Tradução de Edmundo Moniz).
- Poemas da Liberdade uma Antologia Poética de Dante a Brecht. Civilização Brasileira, 1967.
- Surrealismo e política. In: FACIOLI, Valentin (Org.). Breton-Trotsky: Por uma arte revolucionária independente. São Paulo: Paz e Terra; Cemap, 1985. p. 135-136.